# یواس‌اس کرست (اس‌پی-۳۳۹)
یواس‌اس کرست (اس‌پی-۳۳۹) (به انگلیسی: USS Crest (SP-339)) یک کشتی بود که طول آن ۱۲۶ فوت (۳۸ متر) بود. این کشتی در سال ۱۹۱۱ ساخته شد.